# Andrène à ventre rouge
Andrena erythrogaster
Espèce
L'Andrène à ventre rouge (Andrena erythrogaster) est une espèce d'andrènes de la famille des Andrenidae,,. Cette espèce est présente en Amérique du Nord.